# Florenville
Florenville (en gaumais Floravile) est une ville francophone de Belgique située en Région wallonne dans la province de Luxembourg.
Elle est située en Gaume et fait frontière avec l'Ardenne et la France. Elle surplombe un méandre de la Semois et est orientée vers le tourisme.
Le parc national de la Vallée de la Semois est situé au sud de la province de Namur et au sud-ouest de la province de Luxembourg et comprend les communes de Bertrix, Bouillon, Chiny, Florenville, Herbeumont, Paliseul, Tintigny et Vresse-sur-Semois. Ses sites naturels font partie du réseau Natura 2000.

## Géographie
La ville est délimitée au sud-ouest par la frontière française qui les sépare du département des Ardennes et de la région Grand Est.
| Bouillon                                                   | Bertrix                                     | Herbeumont                         |
|                                                            | Florenville                                 | Chiny Tintigny                     |
| Messincourt France Matton-et-Clémency France Margny France | Tremblois-lès-Carignan France Mogues France | Meix-devant-Virton Williers France |

La commune est située en Gaume, région de la province de Luxembourg. Florenville est bordée au nord par la Semois, qui y forme un méandre.
La Roche de l'Appel, à Muno, est un centre d'intérêt géologique d'importance européenne, situé au milieu d'une réserve naturelle de 30 ha.
On y voit du poudingue, sorte de ciment naturel formé de cailloux qui signale la limite entre 2 régions géologiques: la Lorraine belge et l'Ardenne.

### Sections
| # | Nom                  | Superf. (km2) | Habitants (2020) | Habitants par km² | Code INS |
| - | -------------------- | ------------- | ---------------- | ----------------- | -------- |
| 1 | Florenville          | 17,14         | 2.548            | 149               | 85011A   |
| 2 | Villers-devant-Orval | 31,67         | 533              | 17                | 85011B   |
| 3 | Chassepierre         | 14,94         | 433              | 29                | 85011C   |
| 4 | Lacuisine            | 25,40         | 684              | 27                | 85011D   |
| 5 | Fontenoille          | 7,65          | 272              | 36                | 85011E   |
| 6 | Sainte-Cécile        | 21,09         | 477              | 23                | 85011F   |
| 7 | Muno                 | 30,21         | 647              | 21                | 85011G   |

### Autres villages
- Azy
- Conques
- Laiche
- Lambermont
- Martué
- Le Ménil
- Watrinsart

### Géographie humaine
Le gaumais est la langue vernaculaire traditionnelle.

## Démographie

### Évolution démographique avant la fusion de 1977
- Source: DGS, 1831 à 1970=recensements population, 1976= habitants au 31 décembre

### Évolution démographique de la commune fusionnée
En tenant compte des anciennes communes entraînées dans la fusion de communes de 1977, on peut dresser l'évolution suivante:
Les chiffres des années 1831 à 1970 tiennent compte des chiffres des anciennes communes fusionnées.
- Source: DGS , de 1831 à 1981=recensements population; à partir de 1990 = nombre d'habitants chaque 1 janvier[3]

## Histoire
L'histoire de Florenville est celle d'une entité rurale, paisible et discrète, collée à une frontière mouvante et disputée et partant, occupée, traversée ou échangée par des belligérants étrangers. Elle est intimement liée au destin du comté de Chiny.

### Antiquité
Avant la conquête romaine, le territoire de Florenville est situé en Gaule et occupé par les Trévires.
En 45 av. J.-C., l'empereur Claude fait construire la chaussée romaine reliant Reims à Cologne qui traverse la région. Des fouilles menées dans le hameau de Chameleux révélèrent le site d'une auberge-relais composée de plusieurs bâtiments répartis de part et d'autre de la chaussée et de nombreux objets du quotidien (pièces de monnaie, outils, une clé, d'innombrables tessons, pierres sculptées , etc.)

### Haut Moyen Âge
Aux XIe et XIIe siècles, le territoire de Florenville se situe sur le comté de Chiny, en Lotharingie.
Un prieuré est bâti à Muno en 1053 par des Bénédictins. L'abbaye d'Orval est fondée en 1070 par des moines bénédictins venus de Calabre sur des terres offertes par Arnoul, comte de Chiny.

### XIIesiècle
Louis, comte de Chiny, offre le prieuré de Conques à l'abbaye d'Orval en 1173.

### XIIIeetXIVesiècles: la seigneurie de Florenville
Louis, comte de Chiny crée la seigneurie de Florenville pour doter sa fille, Isabeau, qui épouse Othon III de Trazegnies au début du XIIIe siècle.
Cette seigneurie incluait Florenville, Martué, Chassepierre, Sainte-Cécile, Cugnon, Auby, Mortehan et Conques. Un château fut construit dans le bas de la ville, en bordure de la Semois, au lieu-dit de la Coue.
Le titre de seigneur de Florenville se transmit de père en fils comme suit.
- Jean l'Ardinois de Florenville de Trazegnies, né vers 1235, fils d'Othon III de Trazegnies. Il affranchit le village de la Loi de Beaumont le 24 juin 1273. Fontenoille avait précédé en 1270 ; Chassepierre, Laiche, Azy et Le Ménil suivent en 1274, Lacuisine en 1304 et Martué en 1327 (date de l'érection de la croix de Justice).
  - Arnould de Trazegnies, né vers 1260.
    - Gérard de Trazegnies, mort en 1345.
      - Gérard de Florenville de Trazegnies, écuyer de Guillaume Ier de Hainaut, transmet le titre à sa fille, Claire de Florenville de Trazegnies[8] qui semble s'éteindre avec le titre.

En 1364, Arnoul de Rumigny vend le comté de Chiny à Wenceslas Ier, duc de Luxembourg qui sera enterré à Orval en 1383.

### XVesiècle: de la France aux Pays-Bas des Habsbourg
En février 1413, Charles Ier d'Orléans donne ou vend la seigneurie de Sedan et la terre de Florenville à Guillaume, sire de Braquemont, qui était son conseiller et chambellan - et conseiller et chambellan du roi Charles VI lui-même, d'ailleurs.
Son fils, Louis de Braquemont, échanson du Dauphin, hérite de ces domaines. Lui-même sans héritier, il les vend à Évrard II de La Marck-Arenberg le 8 mai 1424. Signalons que Marie, fille de Guillaume de Braquemont, avait déjà épousé en secondes noces le même Evrard de la Marck en 1401.
1443, Élisabeth de Goerlitz vend le duché de Luxembourg à Philippe le Bon et verse ainsi Florenville aux Pays-Bas bourguignons.
Héritière de Charles le Téméraire (1433-1477), Marie de Bourgogne (1457-1482) passe l'essentiel de sa courte vie à défendre ses droits face aux revendications de roi de France, tout en devant faire face à des crises internes. Le duché de Luxembourg restera néanmoins intégré aux Pays-Bas des Habsbourg jusqu'au traité de Versailles de 1756, mais les guerres de successions seront incessantes entre la Maison de France et la Maison de Habsbourg, perturbant la vie dans les régions frontalières.

### XVIesiècle
L'abbaye d'Orval se voit autorisée à construire une forge par lettres patentes de Charles Quint. Les bâtiments, classés, en sont toujours visibles.
En 1521, le château des Trazegnies, datant du XIIIe siècle est détruit par Charles Quint, à qui Robert II de La Marck, seigneur de Florenville, avait déclaré la guerre.

### XVIIesiècle
Louis XIV installe une ligne de défense composée de redoutes et de fortifications tout le long de la Semois. La redoute de Florenville, qui existe toujours (voir le chapitre Patrimoine), apparaît dans une liste datée de 1697 qui en mentionne 28 relevant de cette ligne de fortification.

### XVIIIesiècle
Dans le cadre de la guerre de succession d'Espagne, la France envahit les Pays-Bas espagnols en février 1701.
La guerre provoquera des troubles importants dans la région jusqu'au traité d'Utrecht en 1713 qui transfère les Pays-Bas espagnols aux Habsbourg d'Autriche.
Un incendie ravage la ville en 1759.
Florenville, Martué, Lacuisine, Chassepierre... apparaissent bien sur la carte de Ferraris (1777). On distingue différents éléments.
- une chapelle Sainte-Anne, toujours située rue d'Izel, devant le cimetière (2024)
- deux moulins à eau situés le long de l'actuelle rue de la Rosière[13] et du Florenville, petit ruisseau qui prend sa source au centre de Florenville et se jette directement dans la Semois[14]. Notons que la redoute de Louis XIV n'est pas clairement mentionnée sur la carte.
- un moulin à eau à Martué, face à une île sur la Semois.
- cinq passages sur la Semois sur la boucle qu'elle dessine entre Martué et Lacuisine.
- l'île sur la Semois au sud de Lacuisine
- un ermitage à Izel
- une petite église au centre de Florenville[15].

On voit également que les routes qui partent de Florenville sont majoritairement dirigées vers le sud, en direction de Villers-devant-Orval et Izel.
Lors de la révolution brabançonne (1787-1790) la région de Florenville reste fidèle à la couronne d'Autriche et n'intègre pas les États belgiques unis.
Le 17 mai 1793, Joseph Massart, maître d'école et résistant aux autorités françaises, fut tué par des soldats français dans une maison près de l'église.
L'abbaye d'Orval est incendiée et pillée le 23 juin 1793.
Le décret du 14 fructidor an II (31 août 1794), la région est intégrée au département des Forêts ; Florenville en est le 28e canton, lui-même divisé en cinq circonscriptions. Le 2 juin 1796, Florenville devient chef-lieu du canton.

### XIXesiècle
Dans son Dictionnaire géographique et topographique paru en 1804, Charles Oudiette donne une brève description de Florenville.
| FLORENVILLE, village, départ. des Forêts, arrond. de Neuf-Château, ci-devant province de Luxembourg. Pop. 12 à 1300 habitants avec ses dépendances. Il était une chef-lieu de canton avant les préfectures, à une lieue de Chiny. |

Le Dictionnaire du Luxembourg publié en 1838 donne une description plus complète de l'état de la commune au début du XIXe siècle.
| FLORENVILLE, commune et chef-lieu du canton de son nom ; de l'arrondissement et à 3 lieues S. de Neufchâteau ; à 6 lieues O d'Arlon et à 10 lieues [???] O de Luxembourg. Ses dépendances sont Chameleux, Hayon et Scierie. Hydrographie : cette commune est arrosée par la Semois, qui reçoit par la rive gauche, le ruisseau de Florenville. Sol : généralement sablonneux et inégal. Agriculture : on y récolte du froment, du seigle, de l'avoine et des pommes de terre. - Animaux domestiques : 150 chevaux, 7 poulains, 300 bêtes à cornes, 50 veaux et 80 porcs. Population : 1527 habitants. Habitations : les maisons sont construites en pierre, couvertes en ardoises et agglomérées. Il y a 2 fermes, une église, une chapelle et une école. Commerce et industrie : Cette commune possède 2 tanneries, une brasserie, 3 scieries et des moulins à farine, à tabac et à écorces. Routes et chemins : Les chemins vicinaux sont en très bon état. |

Victor Hugo passe à Florenville les 29 et 30 août 1862, les 21 et 22 août 1863 et les 22 et 23 août 1864 - durant la période belge de son exil volontaire.
L'église actuelle est construite en 1874-1875 par l'architecte Albert Jamot. Le chantier reçut la visite de Marie-Henriette, épouse du roi Léopold II.
Le développement du chemin de fer et la création de la gare de Florenville en 1879 transforment progressivement la ville et toute la vallée de la Semois en destination touristique et ouvrent une période particulièrement florissante pour la ville.

### XXesiècle

#### Début duXXesiècle
Le docteur Paul Famenne fonde le Mémabile, clinique psychiatrique en 1901.
À partir de 1907 deux lignes de tram vicinaux traversent la région : la ligne 141 Étalle-Orval et la ligne 558 Marbehan-Florenville-Sainte-Cécile.
Le pont métallique du Breux, destiné au chemin de fer vicinal à Chassepierre est construit vers 1910. Il comptait 3 travées sur ses 50 mètres de long.

#### Première Guerre mondiale
La ville — comme toute la région — fut fortement marquée par la Première Guerre mondiale et plus encore par la Seconde. Entre 1914 et 1918, plusieurs maisons furent bombardées, incendiées, et pillées et une vingtaine d'habitants furent tués ; l'église servit d'hôpital militaire. Au début d'août 1914, la 4e division de cavalerie dirigée par le général Abonneau s'installe à Florenville ; le général lui-même s’installe à l’Hôtel du Commerce avec son état-major. Le clinique psychiatrique du docteur Paul Famenne accueille les cavaliers français.

#### Entre-deux-guerres
L'avènement des congés payés (1936 en Belgique) amplifie encore les flux touristique dans la région, au point que Florenville comptera jusqu'à 17 hôtels.
L'abbaye d'Orval est reconstruite en 1926 et une communauté de cisterciens-trappistes venue de l'abbaye Notre-Dame de La Trappe s'y installe.

#### Seconde Guerre mondiale
En 1940, 85 maisons furent détruites et 135 fortement endommagées, sur 365 maisons que comptait Florenville. L'église fut bombardée le 28 mai 1940 par les Français qui redoutaient de laisser aux Allemands le clocher en guise de point d'observation privilégié de toute la région. Le pont du Breux à Chassepierre est également bombardé.
Dès 1943, de nombreux Florenvillois rejoignirent la Résistance. Le 18 juin 1944, un groupe de maquisards fut massacré par les Allemands dans le bois du Banel - un hommage officiel leur est rendu annuellement.

#### Fin duXXesiècle
En 1948, la nouvelle abbaye d'Orval est consacrée. L'église de Florenville, bombardée pendant la guerre, est reconstruite en 1951 par l'architecte R. Vanhoutte.
L'économie de Florenville, tournée vers le tourisme et la France commence à souffrir dans les années 1970.
La fermeture des laminoirs de Blagny au début des années 1970 laisse 200 ouvriers belges sans emploi. Plusieurs filatures françaises cessent également leurs activités à la même époque, faisant augmenter le chômage féminin.
Les vingt dernières années du XXe siècle sont marquées par un déclin du tourisme, propre à l'ensemble de la vallée de la Semois.
En 1977, Florenville fusionne avec les villages avoisinants dans le cadre de la fusion de communes en Belgique : Chassepierre, Fontenoille, Lacuisine, Muno, Sainte-Cécile, Orval et Villers-devant-Orval, Azy, Laiche, Martué, Le Ménil, Watrinsart et Lambermont.
Le 11 mars 1996, Florenville signe la convention "Combles et Clochers" visant la protection d'habitat spécifique à certaines espèces animales protégées (chauve-souris, chouette effraie, choucas des tours, martinet noir, etc.) et aménage en conséquence les clochers des églises de ses villages.
Le titre de ville est accordé à la commune de Florenville par la loi du 8 septembre 1997.

### XXIesiècle
L'église de Muno est ravagée par un incendie en 2005.
En 2009-2010, d'importants travaux de rénovation ont été entrepris au centre-ville : aménagement d’un amphithéâtre et d’un espace public agrémenté de fontaines, égouttage, rénovation de l'église, aménagement de voiries et de trottoirs.

## Héraldique
|  | La ville possède des armoiries. Ce sont celles de François II, dernier roi des Romains et dernier seigneur de Florenville, juste avant la révolution belge de 1830. Elles regroupent les armoiries des anciens archiducs d’Autriche, ducs de Lorraine et ducs de Bourgogne. Elles furent accordées par arrêté royal du 12 mai 1965, après accord de l’archiduc Otto de Habsbourg, descendant de François II. Blasonnement : Parti : au 1, parti a, de gueules à la fasce d’argent ; b, d’or à la bande de gueules, chargée de trois alérions d’argent, posés dans le sens de la bande ; au 2, bandé d’or et d’azur de six pièces, à la bordure de gueules. - Délibération communale : 2 février 1977 - Arrêté royal : 19 août 1977 - Moniteur belge : 26 octobre 1977 Source du blasonnement : Lieve Viaene-Awouters et Ernest Warlop, Armoiries communales en Belgique, Communes wallonnes, bruxelloises et germanophones, t. 1 : Communes wallonnes A-L, Bruxelles, Dexia, 2002, p. 350-351. |
|  | Les seigneurs de Florenville de la branche de la famille de Trazegnies possédaient leurs propres armoiries. Blasonnement : Bandé d’argent et d’azur (ou d’argent à trois bandes d’azur), à l’ombre de lion brochante, à la bordure engrelée de gueules. Source du blasonnement : Jean-Claude Loutsch, Armorial du pays de Luxembourg, Luxembourg, Publications nationales du Ministère des Arts et des Sciences, 1974, p. 364. |

## Politique et administration

### Conseil et collège communal 2024-2030
Ci-dessous, le tableau des résultats des élections communales de 2024.
| Parti | Parti                   | Voix (2024) | Voix (2018) | % (2024) | % (2018) | +/-    | Sièges | +/- | Collège |
| ----- | ----------------------- | ----------- | ----------- | -------- | -------- | ------ | ------ | --- | ------- |
|       | FLORENVILLE LES ENGAGÉS | 1.372       | -           | 39,58%   | -        | 0.0 %  | 8 / 17 | 8.0 | Oui     |
|       | AC                      | 1.136       | 1.235       | 32,78%   | 35,22%   | 2.44 % | 6 / 17 | 0.0 | Oui     |
|       | PVA                     | 233         | -           | 6,72%    | -        | 0.0 %  | 0 / 17 | 0.0 | Non     |
|       | VivrEnsemble            | 725         | 1.051       | 20,92%   | 29,97%   | 9.05 % | 3 / 17 | 2.0 | Non     |
|       | C.U.P.                  | -           | 1.221       | -        | 34,82%   | 0.0 %  | - / 17 | 6.0 | Non     |
| Total | Total                   | 3 466       | 3 507       | 100 %    | 100 %    |        | 17     |     |         |

| Collège communal  |                    |                                       |
| ----------------- | ------------------ | ------------------------------------- |
| Bourgmestre       | Camille Maitrejean | Les Engagés - FLORENVILLE LES ENGAGÉS |
| 1er Échevine      | Caroline Godfrin   | Ambition Commune                      |
| 2e Échevine       | Sylvie Théodore    | Les Engagés - FLORENVILLE LES ENGAGÉS |
| 3e Échevin        | Christian Schöler  | MR - Ambition Commune                 |
| 4e Échevin        | Bérenger Goffette  | FLORENVILLE LES ENGAGÉS               |
| Président du CPAS | Dorian Simon       | MR - Ambition Commune                 |

### Sécurité et secours
La commune fait partie de la zone de police Gaume pour les services de police, ainsi que de la zone de secours Luxembourg - Poste 15 - pour les services de pompiers. Le numéro d'appel unique pour ces services est le 112

## Patrimoine et culture

### Patrimoine architectural et sites
De nombreux éléments architecturaux de Florenville sont dorénavant protégés ou classés.
Parmi eux, le plus célèbre est l'ensemble de l'abbaye d'Orval.
De nombreux éléments remarquables de la ville et de ses environs sont décrits à l'article Florenville de l'ouvrage Région wallonne, Division des monuments, sites et fouilles, Province du Luxembourg, arrondissement de Virton, Mardaga, 1995.
Consultez aussi les articles des entités de Florenville : Muno, Lacuisine, Chassepierre...
On ne présente ci-après que les éléments les plus importants du centre historique de Florenville.

#### Redoute
49° 42′ 07″ N, 5° 18′ 35″ E
rue de la Rosière, no 20
La redoute, aujourd’hui appelée La Poivrière faisait partie d’une ligne de surveillance et de fortification érigée par Louis XIV le long de la Semois. Son plus ancien signalement connu apparait dans une liste de datée de 1697 qui mentionne 28 redoutes construites le long de la rivière. Celle de Florenville semble être la dernière visible de nos jours.
Le bâtiment rectangulaire, sur deux niveaux, présente une façade semi-circulaire au nord-est, vers la rivière et est percé de plusieurs meurtrières.

#### Église de l'Assomption
L’église de Florenville est dédiée à l’Assomption de Marie. Construite en 1951, elle remplace l'église néo-gothique datant de 1873, bombardée en 1940 par les Français, qui ne voulurent pas abandonner aux Allemands un tel poste d'observation sur les alentours.
Elle a été rénovée en 2010, en particulier la façade avant et l'horloge, dans le cadre du réaménagement du centre ville. Son clocher comporte un carillon de 48 cloches.
Du haut de sa tour-belvédère, à 50 m, par temps clair, on peut admirer un vaste panorama de 800 km2 embrassant les tours de Montmédy, l'Église Saint-Donat d'Arlon, l'Église Saint-Martin d'Arlon, voire les hauteurs de Douaumont (Verdun).
Derrière l’église, du haut de la première cuesta, on découvre un panorama sur la vallée de la Semois, Sainte-Cecile, Martué, Lacuisine, Chiny et la forêt ardennaise.

#### Mémabile ou maison Famenne
rue de la station
Il s'agit d'une clinique psychiatrique fondée en 1900 par le docteur Paul Famenne. L'immeuble date de 1865 et se visite toujours.

#### Azy
- Le Dolmen.

#### Chassepierre
- Église Saint-Martin de Chassepierre, construite en 1702 et restaurée, à l'identique, en 2015.
- Le pont métallique du Breux, destiné au chemin de fer vicinal à Chassepierre est construit vers 1910. Il comptait 3 travées sur ses 50 mètres de long. Il fut bombardé et détruit en 1940, au début de la Seconde Guerre mondiale. Les bases des piles d'origines sont encore visibles, autour de la passerelle rétablie[33].

#### Muno
- Réserve naturelle de la Roche à l'Appel.

#### Martué
- Croix de justice, 1327.
- La chapelle Saint-Roch[30].

#### Villers-devant-Orval
- La fontaine et l'ancien kiosque.
- L’église Saint-Gengoulf.
- La Marche.

#### Forge Roussel
49° 43′ 47″ N, 5° 18′ 09″ E
L'ancienne forge Roussel, à l'origine, une platinerie, en 1604, classée, a fait l'objet d'un documentaire radiophonique de Christine Van Acker. Il subsiste la demeure du maître de forges et les ruines de celle-ci.
La forêt alluviale alentours, en bordure de la Semois, est considérée comme un site de grand intérêt biologique par la Région wallonne. Voir aussi le séquoia géant (Sequoiadendron giganteum, circonférence de 4,72 m et 40 m de haut) à proximité de la forge.
- S. de Mevius, La forge Roussel, Maisons d'hier et d'aujourd'hui, 1981, no 49, p. 40-61.
- Forge Roussel, in : Région wallonne, Division des monuments, sites et fouilles, Province du Luxembourg, arrondissement de Virton, Mardaga, 1995, p. 125-126.

#### Site archéologique de Chameleux
49° 40′ 08″ N, 5° 18′ 51″ E
Voir la description systématique du site, entreprise et publiée par Joseph Mertens, Le Relais romain de Chameleux, Bruxelles, 1968.

#### Monument du Banel
49° 40′ 56,75″ N, 5° 17′ 08,67″ E
Monument érigé en 1958 à la mémoire des résistants de Florenville assassinés par les Allemands dans le bois du Banel le 18 juin 1944. Une commémoration s'y tient annuellement, le dimanche qui suit le 18 juin.

#### Autres centres d'intérêt à Florenville

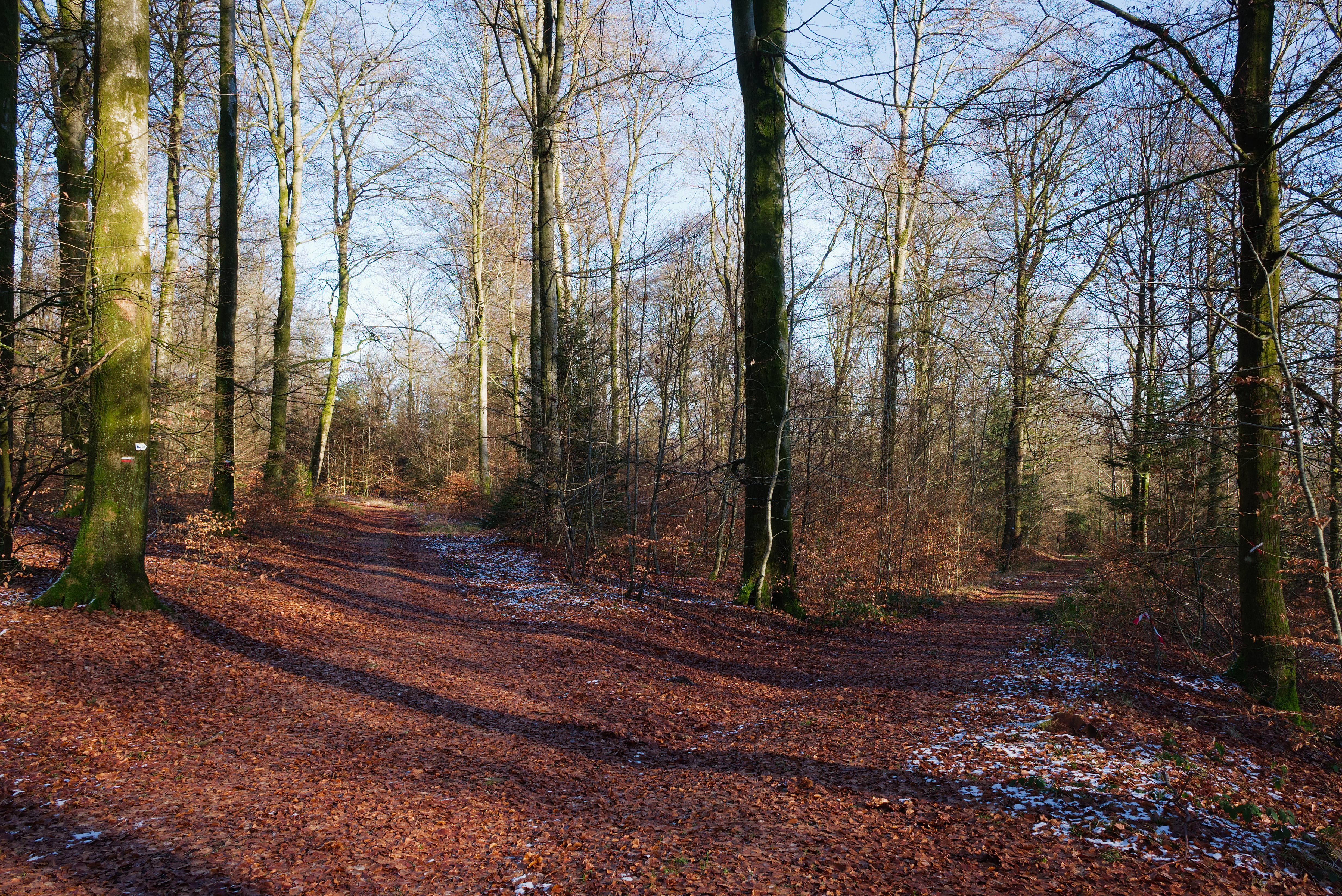
Sentiers de promenades au Parc naturel de Gaume.

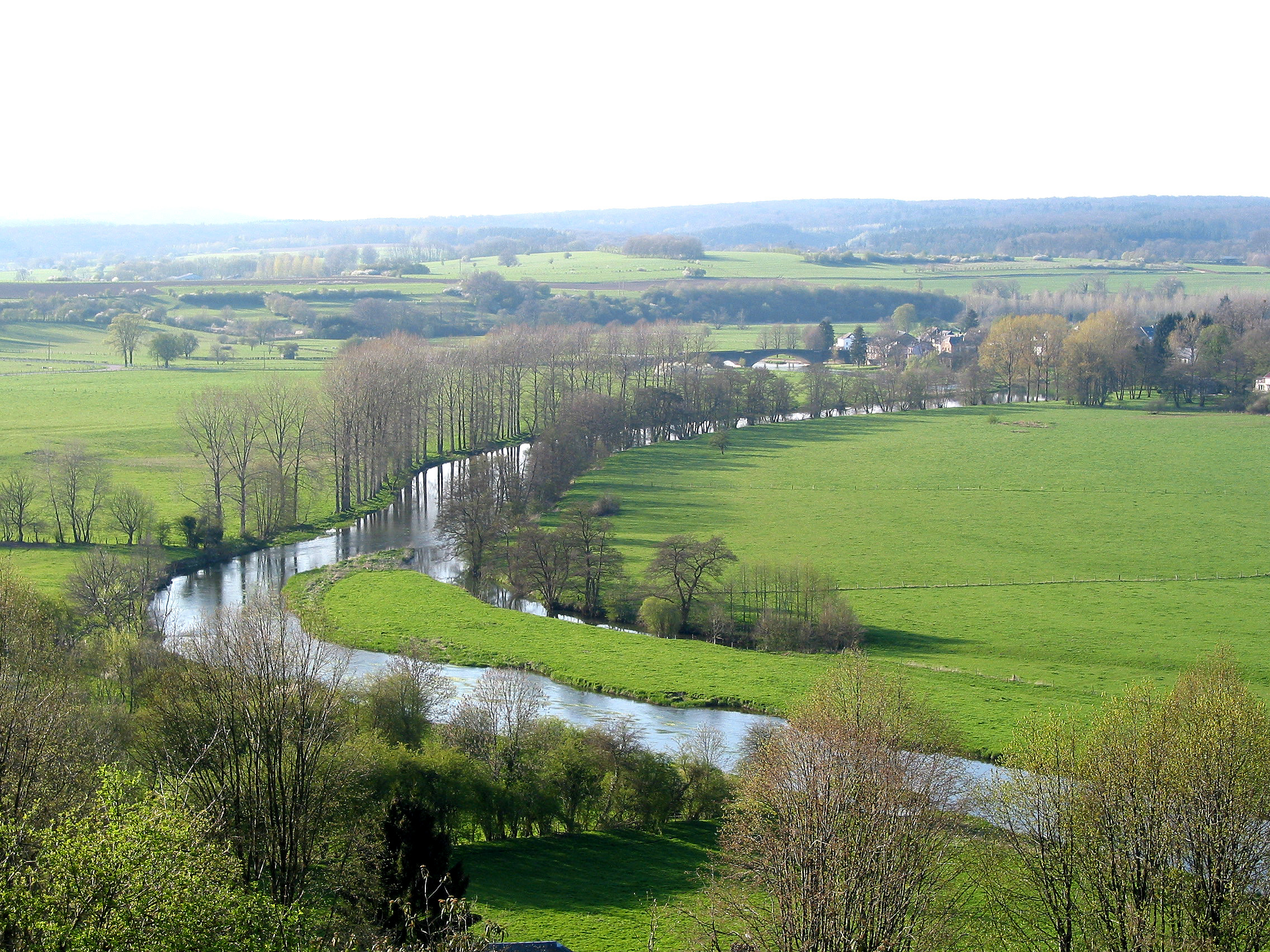
Panorama sur la Semois.

- Florenville fait partie du Parc naturel de Gaume[38].
- L'Esplanade du Panorama : panorama sur la vallée de la Semois, situé à l'arrière de l'église, à côté de l'office du tourisme.
- X-Cape[39] : parc de sports et aventures (kayak, parcours d'orientation souterrain…).

### Culture
- Festival International des Arts de la Rue de Chassepierre, organisé chaque année, fin août[40].
- Un cortège carnavalesque[41] se déroule annuellement le 3e dimanche avant Pâques.
- Festival de la pomme de terre, la Plate de Florenville en particulier.
- La série télévisée La Trêve de Matthieu Donck a été en partie filmée à Florenville.

#### Gastronomie
Florenville, au cœur d'une région de chasse et de pêche, est aussi spécialement connue pour plusieurs produits de bouche. Elle abrite notamment un site de production à l'export de saucisson gaumais ainsi que la brasserie Sainte-Hélène.

##### Plate de Florenville
La plate de Florenville est une variété locale de pomme de terre, mise chaque année à l'honneur depuis 1994 lors de la Fête de la pomme de terre.

##### Touffaye
La touffaye est une potée composée de pommes de terre, de lardon, de crosse de jambon et de saucisse fumée ou de côtelettes de porc.

##### Produits d'Orval

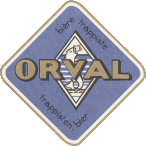
Le symbole d'Orval.

Les produits de l'abbaye d'Orval sont largement connus, au-delà même des frontières de la Belgique : la bière et le fromage, trappistes, mais aussi des bonbons au miel et autres produits dérivés.

##### Boudin noir
Sans être une spécialité traditionnelle de la ville, le boudin noir de Florenville a été primé plusieurs fois.

## Économie
13,3 % de demandeurs d'emploi.
Florenville compte 70 exploitations agricoles.[réf. nécessaire] Les principaux viviers d'emploi actuels sont le commerce, l'enseignement et le service aux personnes âgées.

### Transports
La gare ferroviaire de Florenville est desservie par la ligne 165 Athus-Libramont.
Florenville est le point de départ de la route nationale 88 menant à Athus (Aubange). Elle est traversée par la route nationale 83 Arlon-Bouillon et par la route nationale 85 frontière française-Bastogne.

## Galerie

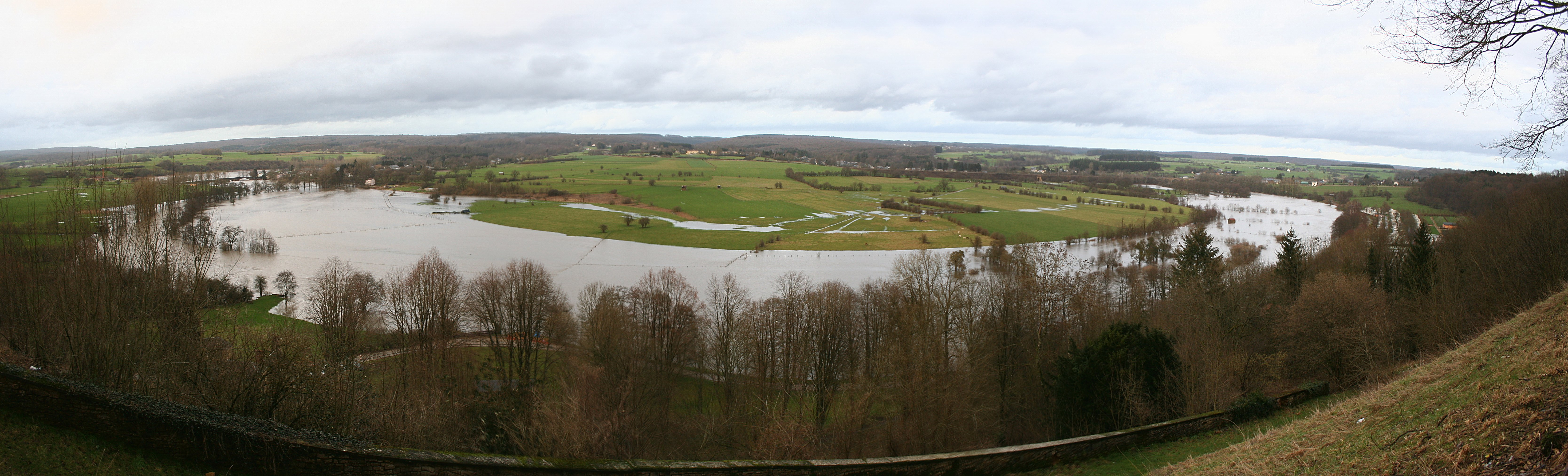
Méandre de la Semois inondé (19/01/2007).

## Personnalités liées à Florenville
Florenville, comme la Gaume dans son ensemble, entretient avec les artistes, peintres et photographes une relation particulière, en partie liée à la beauté des paysages, des forêts et des méandres de la Semois.

### Artistes
- Abraham Gilson (1741-1809), ancien moine d'Orval et peintre, est décédé à Florenville.
- Camille Barthélemy (1890-1961), graveur, peintre et dessinateur.
- Johann Anton Ramboux (1790-1866), peintre allemand, formé par Abraham Gilson.
- Paul Famenne, médecin et photographe[44], fondateur d'une clinique psychiatrique à Florenville en 1900.

### Autres personnalités
- Louis Cuvelier (1847-1916), lieutenant-général dans l'infanterie. Directeur de l'École royale militaire du 31 janvier au 1er août 1914[45].
- Eugène Cuvelier (1858-1915), général-major du Génie.